# Kailani Craine
Kailani Craine (* 13. August 1998 in Newcastle, New South Wales) ist eine australische Eiskunstläuferin, im Einzellauf startet.

## Leben
Craine ist die Tochter von Katrina und Stephen Craine. Sie wuchs in ihrer Geburtsstadt Newcastle auf und schloss 2016 das St. Francis Xavierʼs College in Hamilton ab. Sie begann mit dem Eiskunstlauf im Alter von acht Jahren, ab 2012 nahm sie an internationalen Juniorenwettbewerben teil. Seit 2010 ist Tiffany Chin, eine ehemalige US-amerikanische Eiskunstläuferin, ihre Trainerin.
Sie trat 2014 erstmals bei Junioren-Weltmeisterschaften auf, kam jedoch nicht über den 35. Platz hinaus. Im Dezember gewann sie ihren ersten nationalen Meistertitel und wurde australische Meisterin im Dameneinzel. Nachdem sie bereits 2012 bis 2016 australische Juniorinnenmeisterin geworden war, konnte sie auch in der Senior-Klasse die Meisterschaft in den Jahren 2015 bis 2020 (2015 und 2016 trat sie in beiden Klassen an) für sich entscheiden. 2017 gewann sie die Nebelhorn Trophy, die zur „Challenger Serie“ zählt.
Bei ihrem ersten Auftritt bei den Vier-Kontinente-Meisterschaften kam Craine auf Rang zwölf, wobei die dieses Ergebnis in den folgenden Jahren nicht toppen konnte. Bei den Eiskunstlauf-Weltmeisterschaften 2017 erreichte sie als 19. des Kurzprogramms die Teilnahme an der Kür, wo sie jedoch nur den 24. Gesamtrang errang. Ein Jahr zuvor, 2016, war sie noch als 27. nach dem Kurzprogramm an der Hürde gescheitert. Bei den Winter-Asienspielen 2017 belegte Craine den fünften Rang im Endklassement. 
2018 nahm sie als einzige australische Eiskunstläuferin an den Olympischen Winterspielen in Pyeongchang teil. Als 16. nach dem Kurzprogramm qualifizierte sie sich für die Kür, in der sie ebenfalls 16. wurde. Insgesamt erreichte sie den 17. Endrang. 
Bei ihren zweiten Olympischen Spielen, 2022 in Peking, verpasste Craine mit Platz 29 im Kurzprogramm die Qualifikation für die Kür.

## Ergebnisse
| Meisterschaft / Jahr            | 2015  | 2016  | 2017  | 2018  | 2019  | 2020  | 2021  | 2022  |
| ------------------------------- | ----- | ----- | ----- | ----- | ----- | ----- | ----- | ----- |
| Olympische Winterspiele         |       |       |       | 17.   |       |       |       | 29.   |
| Weltmeisterschaften             |       | 27.   | 24.   | 17.   | 36.   | A     | 26.   | 22.   |
| Vier-Kontinente-Meisterschaften | 12.   | 13.   | 16.   | 16.   | 15.   | 12.   | A     | 12.   |
| Juniorenweltmeisterschaften     | 16.   |       |       |       |       |       |       |       |
| Australische Meisterschaften    | 1.    | 1.    | 1.    | 1.    | 1.    | A     | A     |       |
| Grand-Prix-Wettbewerb / Saison  | 14/15 | 15/16 | 16/17 | 17/18 | 18/19 | 19/20 | 20/21 | 21/22 |
| Skate Canada                    |       |       |       | 10.   |       |       |       |       |
| NHK Trophy                      |       |       |       |       | 12.   | 10.   |       |       |
| Cup of China                    |       |       |       |       |       | 10.   |       |       |
| Sonstiger Wettbewerb / Saison   | 14/15 | 15/16 | 16/17 | 17/18 | 18/19 | 19/20 | 20/21 | 21/22 |
| Nebelhorn Trophy                |       | 8.    |       | 1.    |       |       |       | 7.    |
| Golden Spin of Zagreb           |       |       |       |       |       |       |       | 8.    |

A = Abgesagt aufgrund der COVID-19-Pandemie